# Ivan Marinković
Ivan Marinković (Servisch: Иван Маринковић) (Belgrado, 27 november 1993) is een Servisch-Sloveens basketballer.

## Carrière
Marinković maakte zijn profdebuut voor KK Crvena zvezda in het seizoen 2010/11. Het seizoen erop tekende hij een contract bij KK Partizan waar hij maar aan een wedstrijd zou geraken. Het seizoen erop werd hij uitgeleend aan OKK Beograd. In 2013 tekende hij voor MZT Skopje waar hij anderhalf seizoen speelde. De rest van het seizoen 2014/15 speelde hij uit bij de Poolse eersteklasser Wilki Morskie Szczecin. Van 2015 tot 2017 speelde hij voor KK Zadar en van 2017 tot 2018 voor het Turkse Yeşilgiresun Belediye. Daarna speelde hij twee seizoenen voor het Sloveense KK Koper Primorska waarmee hij de Sloveense landstitel en beker won net als de ABA League 2. Hij verliet de club in  februari 2020.
Hij maakte het seizoen 2019/20 uit bij KK Cedevita Olimpija waar hij ook het seizoen 2020/21 speelde en waarmee hij ook een Sloveense landtitel won. Hij tekende voor het seizoen 2021/22 voor KK Borac Čačak waar hij een seizoen speelde. Begin januari 2023 tekende hij bij de Antwerp Giants ter vervanging van Royce Hamm Jr., hij won met Antwerp de beker.

## Erelijst
- Sloveens landskampioen: 2019, 2021
- ABA League 2: 2019
- Sloveens bekerwinnaar: 2019
- Sloveens supercup: 2020
- Belgisch bekerwinnaar: 2023